# Osiedle Szklane Domy
Osiedle Szklane Domy (do roku 1958 osiedle B-32) – zabytkowe osiedle w Krakowie wchodzące w skład Dzielnicy XVIII Nowa Huta, niestanowiące jednostki pomocniczej niższego rzędu w ramach dzielnicy.
Na osiedlu znajduje się sześć bloków mieszkalnych, park, szkoła podstawowa i liceum, księgarnia, punkty handlowe i usługowe, kościół.

## Obiekty
- os. Szklane Domy 1 – modernistyczny budynek mieszkalny projektu Marty i Janusza Ingardenów, zwany blokiem szwedzkim,
- os. Szklane Domy 7 – Kościół Matki Boskiej Częstochowskiej z klasztorem oo. cystersów,
- os. Szklane Domy 2 – Szkoła Podstawowa nr 88,
- pomniki: ks. Jerzego Popiełuszki, prasy podziemnej, 25-lecia Solidarności,
- wewnątrz osiedla znajduje się przydrożny krzyż, stojący od 1880 roku przy ówcześnie biegnącej tędy, z Mogiły do Bieńczyc, drodze,
- Park Szwedzki,
- Park Ratuszowy,

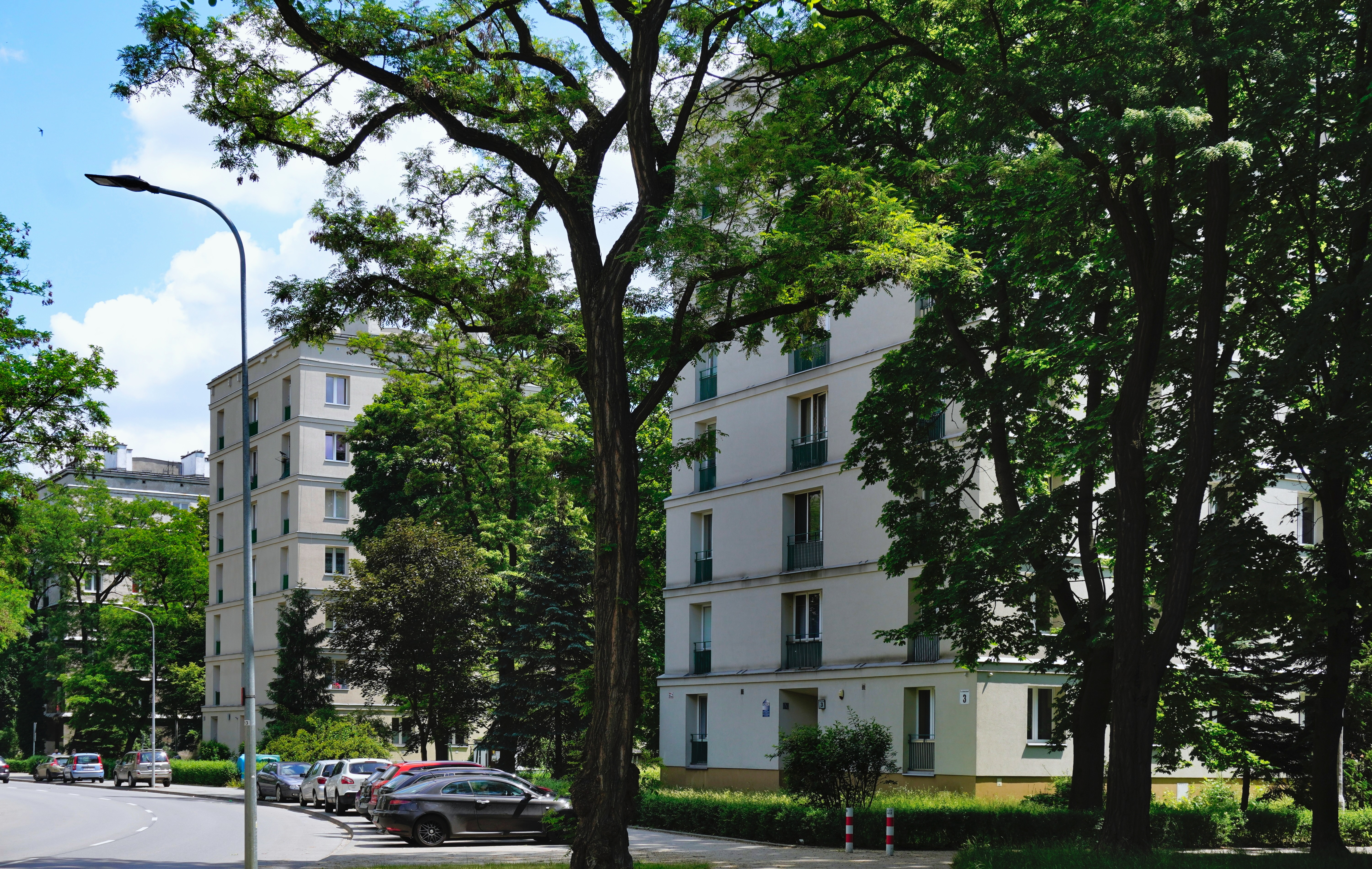
Widok od ul. Rydza-Śmigłego, sześciopiętrowe punktowce (os. Szklane Domy 3, 4 i 5).
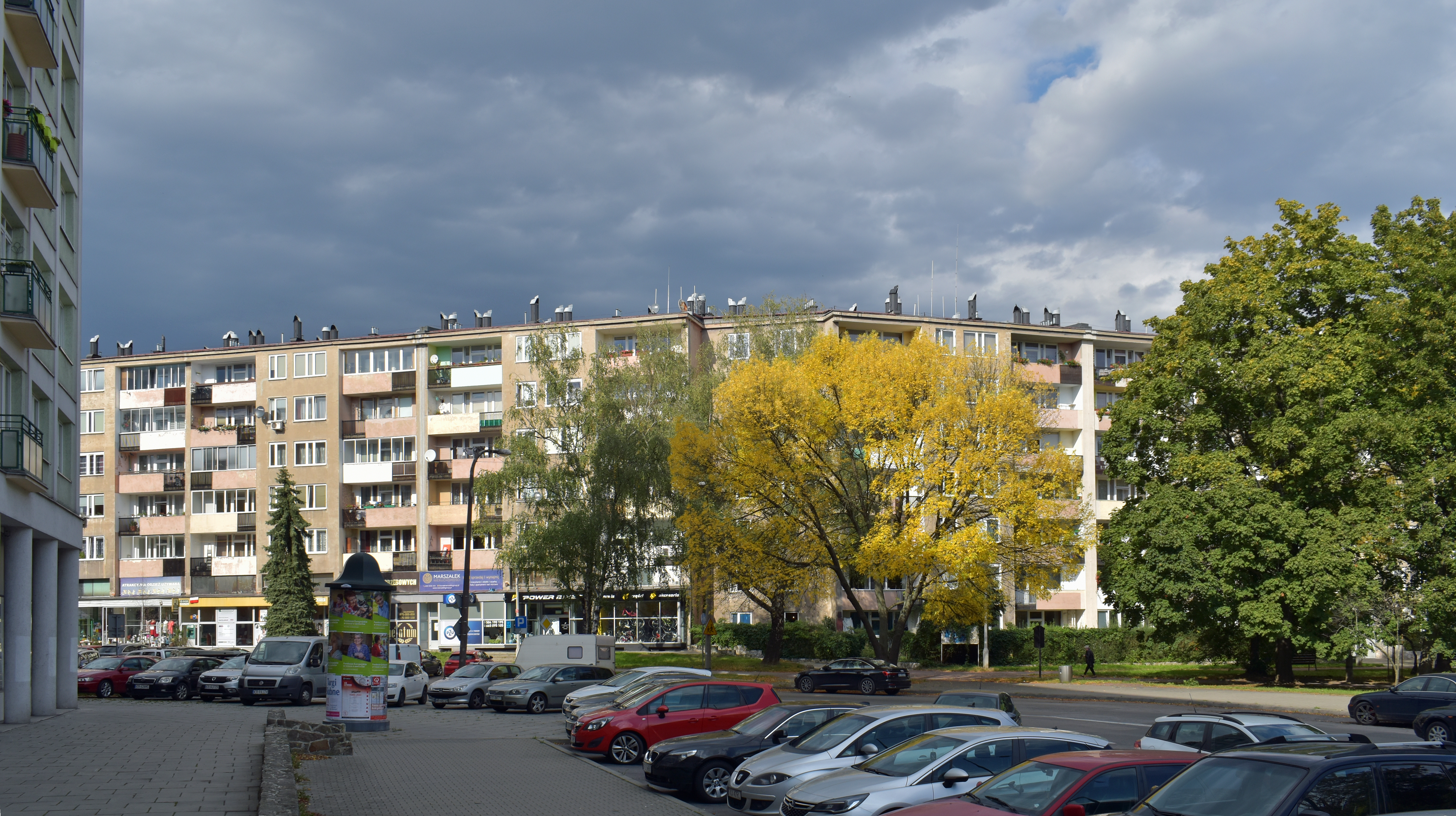
Blok Szwedzki.
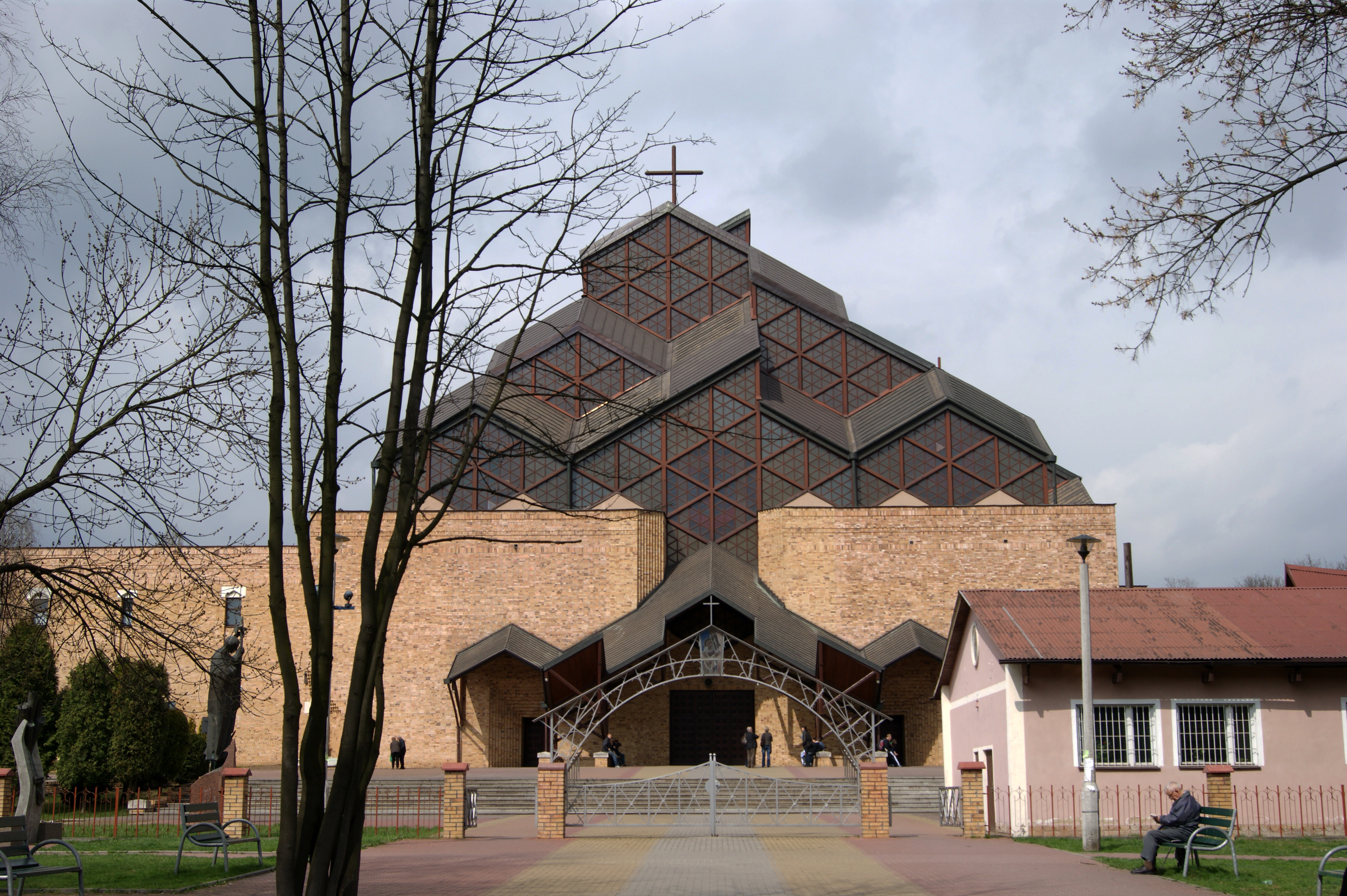
Kościół.
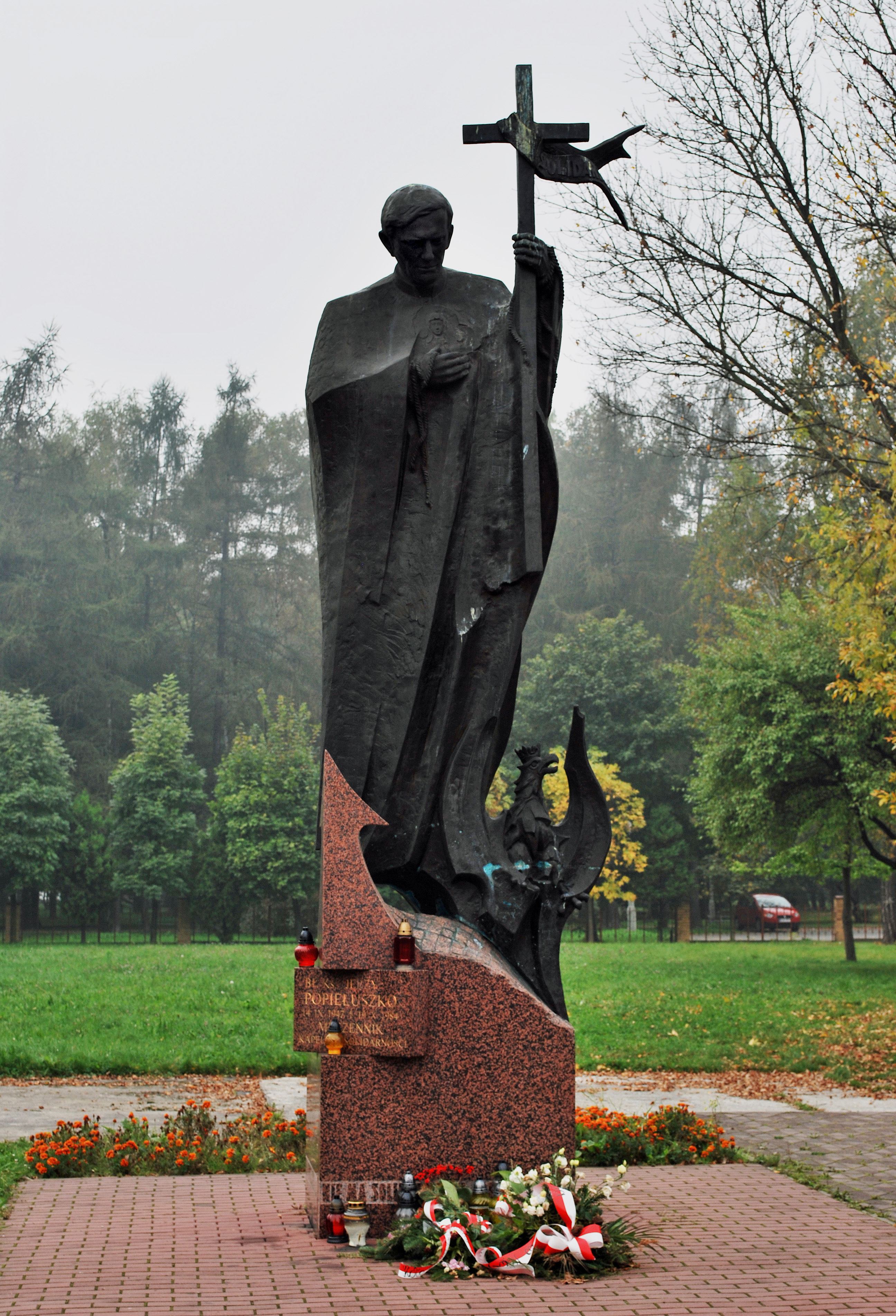
Pomnik ks. Jerzego Popiełuszki.
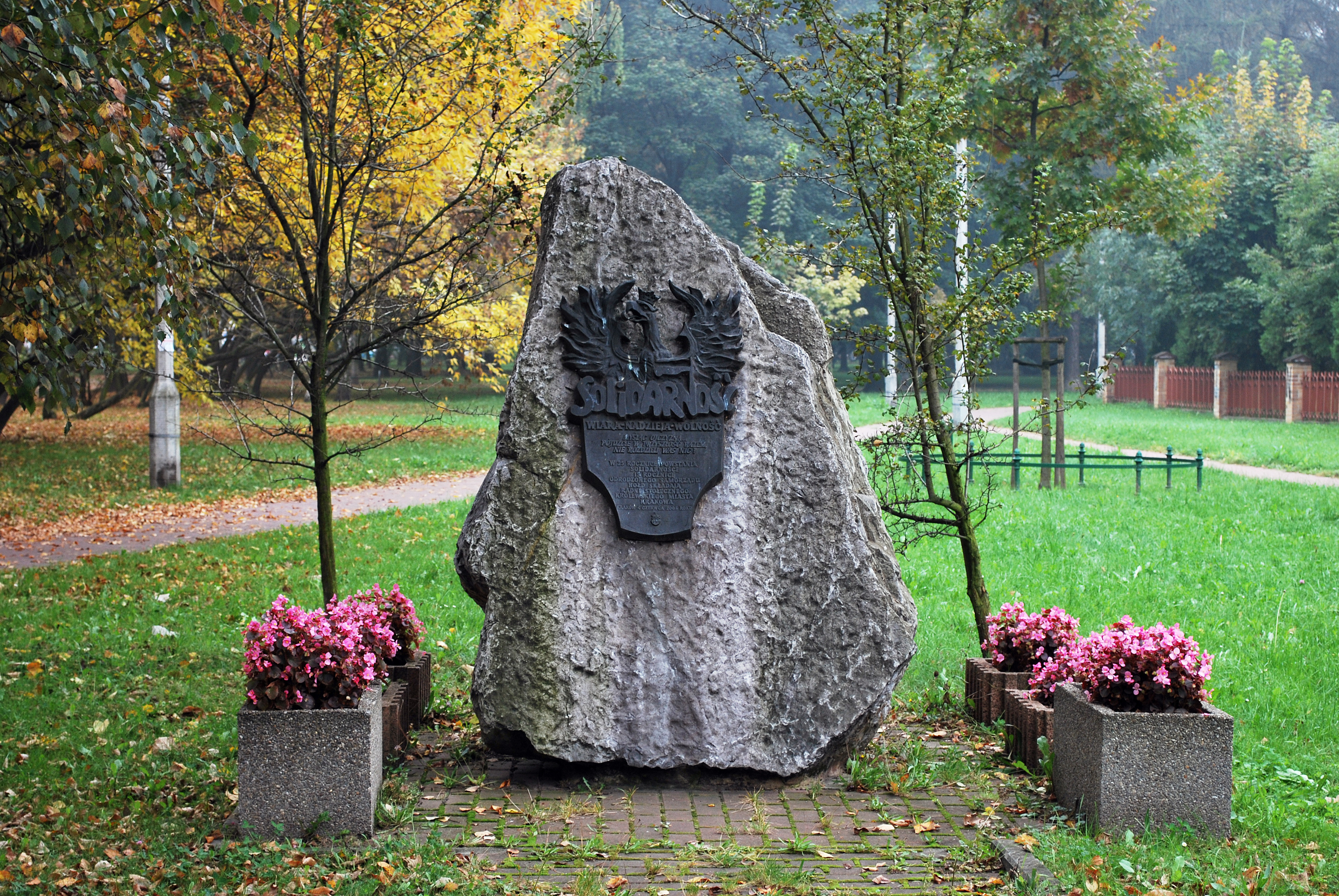
Pomnik 25-lecia Solidarności.
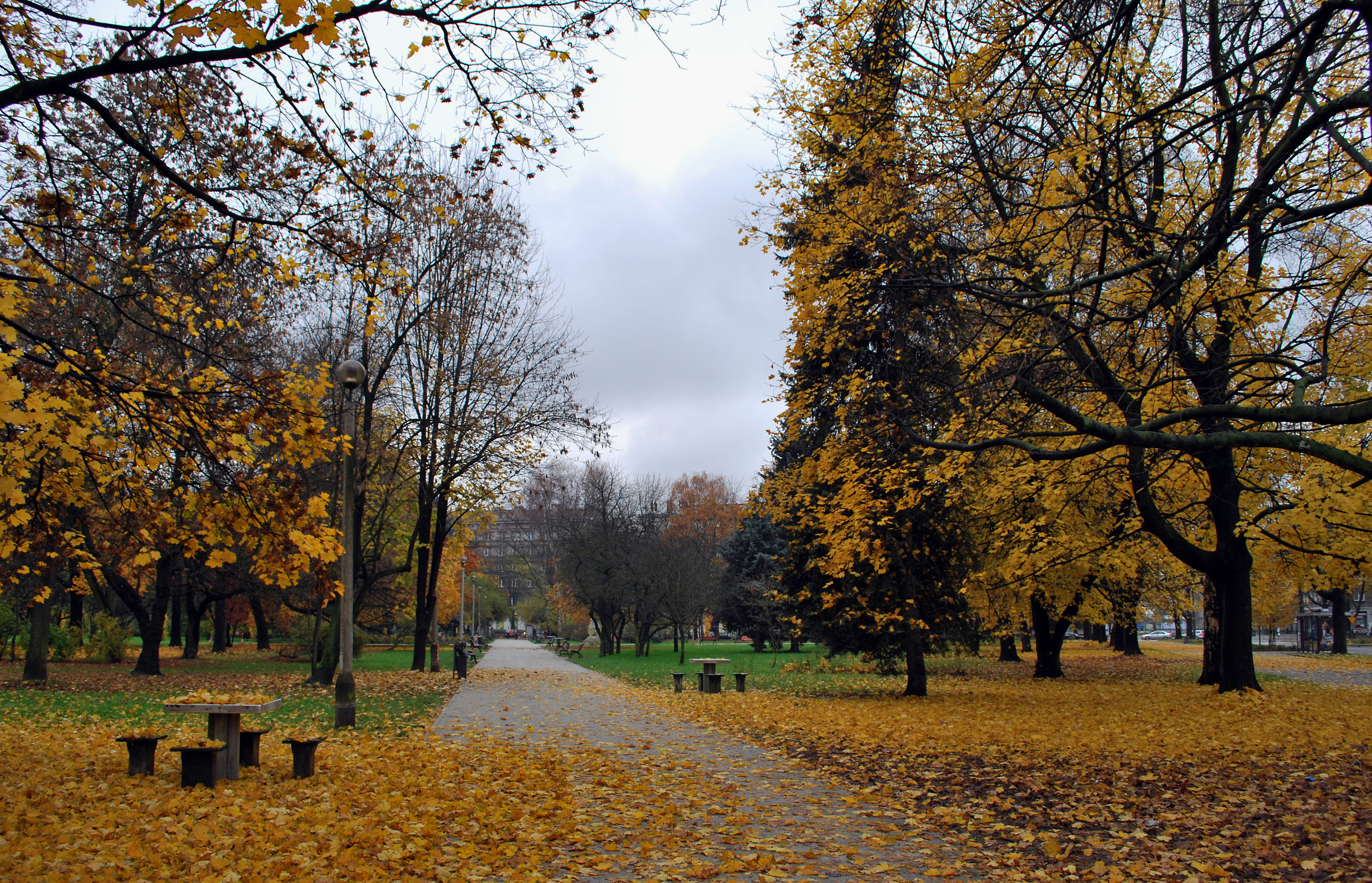
Park Ratuszowy.
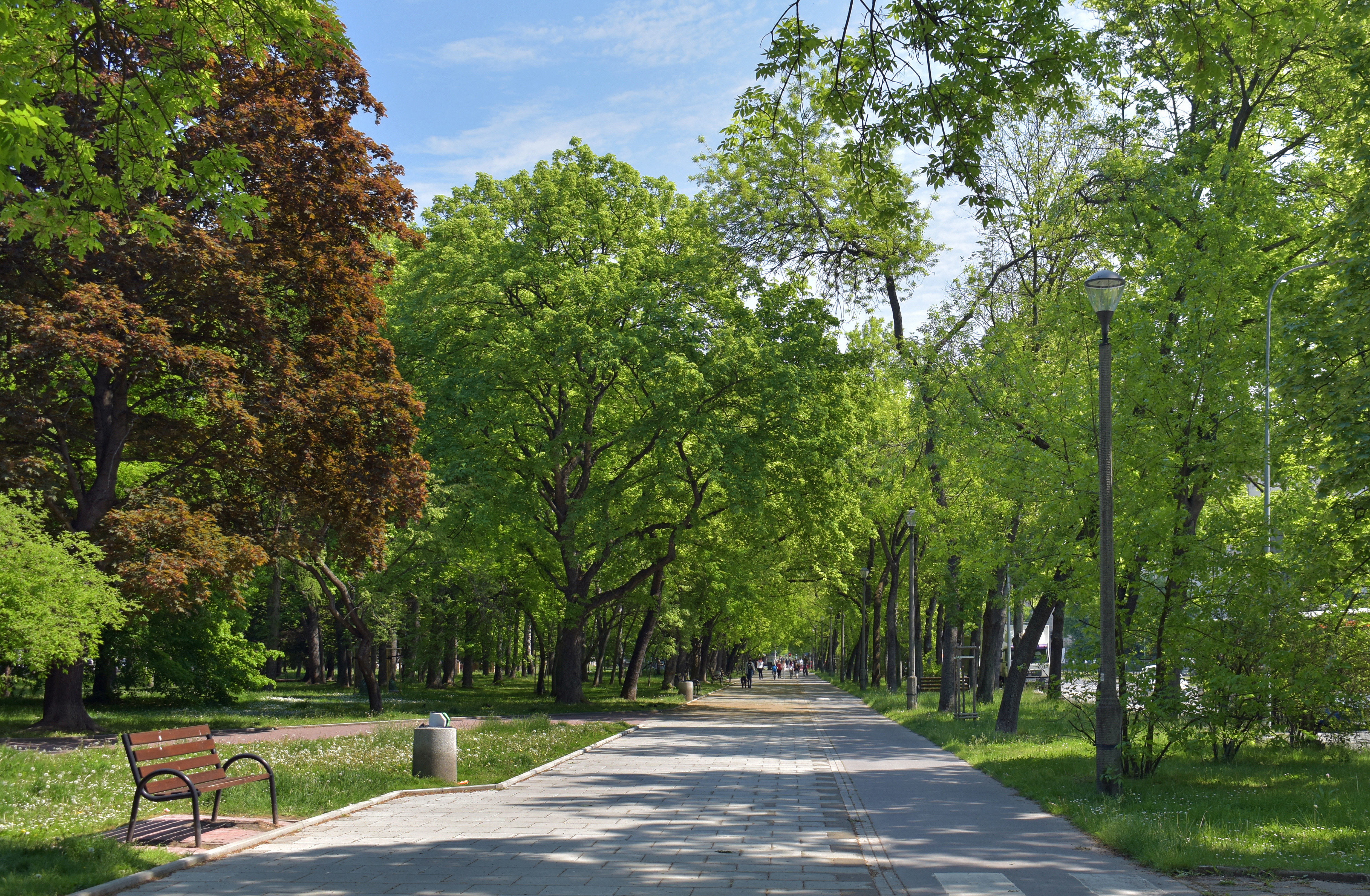
Park Szwedzki.